# Michel Sauthier
Michel Sauthier (Sion, 17 febbraio 1966) è un allenatore di calcio ed ex calciatore svizzero, di ruolo difensore.

## Carriera
Ha giocato per il Sion, con il quale ha vinto un campionato e due coppe svizzere, prima di militare per due stagioni per il Servette. Ha indossato la maglia rossocrociata della Nazionale svizzera in occasione di una partita contro gli Emirati Arabi.

## Palmarès

### Calciatore
- Campionato svizzero: 2

Sion: 1991-1992
Servette: 1993-1994
- Coppa Svizzera: 2

Sion: 1985-1986, 1990-1991

## Statistiche

### Cronologia presenze e reti in nazionale
| Cronologia completa delle presenze e delle reti in nazionale ― Svizzera | Cronologia completa delle presenze e delle reti in nazionale ― Svizzera | Cronologia completa delle presenze e delle reti in nazionale ― Svizzera | Cronologia completa delle presenze e delle reti in nazionale ― Svizzera | Cronologia completa delle presenze e delle reti in nazionale ― Svizzera | Cronologia completa delle presenze e delle reti in nazionale ― Svizzera | Cronologia completa delle presenze e delle reti in nazionale ― Svizzera | Cronologia completa delle presenze e delle reti in nazionale ― Svizzera |
| Data                                                                    | Città                                                                   | In casa                                                                 | Risultato                                                               | Ospiti                                                                  | Competizione                                                            | Reti                                                                    | Note                                                                    |
| ----------------------------------------------------------------------- | ----------------------------------------------------------------------- | ----------------------------------------------------------------------- | ----------------------------------------------------------------------- | ----------------------------------------------------------------------- | ----------------------------------------------------------------------- | ----------------------------------------------------------------------- | ----------------------------------------------------------------------- |
| 29-1-1992                                                               | Dubai                                                                   | Emirati Arabi Uniti                                                     | 0 – 2                                                                   | Svizzera                                                                | Amichevole                                                              | -                                                                       | 68’                                                                     |
| Totale                                                                  |                                                                         | Presenze                                                                | 1                                                                       |                                                                         | Reti                                                                    | 0                                                                       |                                                                         |